# سردآبه (ازبکستان)
سردآبه (به ازبکی: Sardaba) یک منطقهٔ مسکونی در ازبکستان است که در شهرستان اقلتین واقع شده‌است. سردآبه ۱۱٬۳۳۷ نفر جمعیت دارد.